# Chelonus rubriventris
Chelonus rubriventris är en stekelart som beskrevs av Vladimir Ivanovich Tobias 1988. Chelonus rubriventris ingår i släktet Chelonus och familjen bracksteklar. Inga underarter finns listade i Catalogue of Life.